# Protuminski brod
Protuminski brod (engl. mine countermeasures vessel ili MCMV) je vrsta vojnog broda čija je osnovna namjena otkrivanje, lociranje i identifikacija morskih mina,  njihovo obilježavanje ili uništavanje. Protuminski brod je osposobljen za obavljanje zadaća i minolova i lova morskih mina. Naziv protuminski brod ponekad se rabi i kao skupni naziv za brodove namijenjene za protuminsku borbu na moru (minolovce, lovce mina).
Minolov i lov mina su dvije temeljne tehnike razminiravanja morskih mina. Pri minolovu, koji je zapravo čišćenje minskih polja, rabe se minolovke (mehaničke, akustične ili magnetske), koje tegle brodovi minolovci (engl. mineswepers). Mehaničkim minolovkama se uz pomoć posebnih mehaničkih ili eksplozivnih rezača režu sidreni lanci ili čelik-čela sidrenih mina, dok se akustičnim ili magnetnim minolovkama aktiviraju odgovarajući senzori morskih mina (nazivaju se još i nekontaktne minolovke). Osnovni nedostatak minolovaca je u tome što pri protuminskim djelovanjima u određenim situacijama brod mora proći kroz minsko polje što predstavlja veliki rizik i za brod i za posadu.
Lov mina predstavlja pojedinačno traženje i uništavanje morskih mina. Naime, čišćenje minskih polja minolovkama relativno je jednostavno i brzo, ali ne jamči uspjeh, pogotovo ako polje sadrži mine s egzotičnim senzorima. Lov mina je niz postupaka određenog redoslijeda: nadzor plovnih puteva, traženje mina, detekcija, klasifikacija, identifikacija i neutralizacija. Za lov mina se rabe brodovi lovci mina (engl. minehunter), koji uz pomoć sonara i daljinski upravljanih podvodnih plovila traže i uništavaju mine.
Protuminska borba zbog svoje složenosti predstavlja veliki projektni i tehnološki pothvat. Naime, dok drugi tipovi ratnih brodova mogu poduzimati operacije izbjegavajući područje glavne opasnosti, protuminski brod mora ući u područje maksimalnog rizika, u minsko polje koje svojom razornom moći i nepredvidljivim djelovanjem trenutačno kažnjavaju bilo kakvu površnost u projektu ili tehnološku nepripremljenost za takvog protivnika. Zbog toga, protuminski brod mora zadovoljiti i neke kriterije:
- otpornost na udar koji nastaje eksplozijom mine te sigurnost posade,
- malo akustično polje broda,
- malo magnetno polje broda i mala elektromagnetna interferencija,
- dobra upravljivost, brzina i pozicioniranje.

Ovi brodovi grade se s izrazitim naglaskom na upotrebi amagnetskih materijala za trup (npr. stakloplastika) i ostale elemente na brodu.

## Poveznice
- Minolovac
- Lovac mina